# Klisoura (Macédoine-Occidentale)
Pour les articles homonymes, voir Klisoura.
Klisoura ou Kleisoura (grec moderne : Κλεισούρα ou Βλαχοκλεισούρα, en aroumain : Clisúra) est une bourgade de Grèce, située dans le nome de Kastoria entre les villes de Kastoria et de Édessa, sur la limite orientale du nome de Kastoria, à l’entrée de la vallée de Klisoura et à l’est de la ville de Kastoria (34 km).

## Étymologie
L’étymologie du nom vient du mot latin clausura, ce qui signifie passage étroit et a aussi donné cluse en français. Le chercheur Socrate L. Liakos a écrit que la ville était désignée en 1325 par le mon Anaklisouron (Ανακλίσουρον, la « haute passe »), sans indiquer sa source. En raison de la population valaque locale, les Grecs l'ont aussi appelée Vlachoklissoura (Βλαχοκλεισούρα). Vlachoklissoura était jusqu’au début du XXe siècle une ville culturellement et historiquement importante de la communauté valaque et également un centre de l’hellénisme. En 1806, le voyageur français François Pouqueville visite la ville et la décrit comme « habitée par 500 familles, pour la plupart valaques »[a]

## Données démographiques
Au premier recensement de l'État grec en 1913, la population de la ville atteint 3 200 personnes. Dans le recensement de 2001, la municipalité n'est plus qu'un village de 576 habitants, à la suite de l'exode rural. Le monastère de la Notre-Dame au recensement de 2001 ne comptait plus que 11 moines.
La population de Klisoura, du XXe siècle jusqu’au dernier recensement, est consignée dans le tableau suivant:
| Années    | 1905  | 1913  | 1920  | 1928  | 1940  | 1951 | 1961 | 1971 | 1981 | 1991 | 2001 |
| Habitants | 3.800 | 3.200 | 1.477 | 1.346 | 1.194 | 757  | 700  | 504  | 508  | 583  | 576  |

## Climat et topographie
Klisoura est l’une des plus hautes localités de Grèce, à une altitude de 1 179 mètres dans un paysage montagneux, dans une épaisse forêt brumeuse parsemée de cascades sur les flancs du mont Askion (en). Le climat est continental en hiver, avec des chutes de neige éparses, des pluies violentes en particulier à l’automne et un ciel souvent nuageux. L’été manifeste des influences méditerranéennes mais la fraîcheur du lieu est attractive pour les citadins grecs. Les résultats enregistrés à la fin de l'année 2011, sont:
| Mois                     | Jan  | Fév  | Mar  | Avr  | Mai   | Juin | Juil | Août | Sep  | Oct   | Nov  | Dec   |
| ------------------------ | ---- | ---- | ---- | ---- | ----- | ---- | ---- | ---- | ---- | ----- | ---- | ----- |
| Température maximum (°C) | 12,7 | 11,8 | 21,1 | 19.3 | 22,3  | 28,7 | 34,7 | 31,3 | 27,5 | 18,6  | 16,5 | 15,8  |
| Température minimum (°C) | -9,4 | -5,7 | -8,1 | -1,1 | 3,3   | 8,1  | 10,2 | 11,5 | 7,2  | -2,1  | -2,7 | -10,4 |
| Précipitations (mm)      | 42,6 | 60,8 | 51,0 | 41,2 | 137,6 | 32,8 | 27,4 | 24,7 | 63,1 | 106,6 | 60,1 | 111,0 |

## Histoire

### La région
Col fréquenté depuis la préhistoire, la région de Klisoura appartient, dans l’antiquité, d’abord au royaume macédonien d'Orestide. Pendant la période romano-byzantine, elle dépend de la province de la Macédoine pour être ultérieurement rattachée à celle de Thessalie. Au IVe siècle et encore au VIIe siècle, pendant les invasions des Goths puis des Slaves, ces montagnes sont un refuge pour les populations locales, hellénophones et romanophones. Elles gardent longuement ce rôle de refuge car elles se trouvent à partir du IXe siècle dans la zone frontalière disputée entre l’Empire (ce sont alors des positions importantes du thème de Salonique) et les Bulgares, puis, au XIIIe siècle, entre le royaume franc de Salonique et le royaume Bulgaro-Valaque.
À la brève période serbe et au tout aussi éphémère retour, au début du XIVe siècle, à l’Empire byzantin, succède la longue période ottomane des XIVe et XXe siècles : la région est alors rattachée au vilayet de Monastir et au district juridique (kaza) de Kastoria. Au traité de Bucarest de 1913, Klisoura est rattachée au royaume de Grèce, plus exactement à la province de Kastoria du nome de Florina.

### La création de Klisoura
La ville aurait été créée par synœcisme vers le XVe siècle entre les villages aroumains de Cotoru di Iazu, Agru alu Țiacou (champ de Tsiacou), Cireși (cerisiers), Gura et Kardzia. Les plus anciens documents qui mentionnent Klisoura sont,:
- un registre fiscal ottoman daté de 1481 : dans ce document la commune est indiquée par le nom Klisoura. Au village habitent à cette époque 76 familles (500 résidents environ) ;
- un manuscrit du pope kastorien Papargyris mentionne le village en se référant aux saints de la ville, comme Marcou Petru Marcoului (Μάρκος Πέτρου Μαρκούλη), martyrisé à Chroupista en 1598 pour avoir refusé de devenir musulman (son corps a été jeté dans le fleuve Aliakmon) ;
- un codex du monastère de Varlaam des Météores daté de 1613-14 ;
- un codex du Patriarcat de Jérusalem daté de 1660 ;
- le récit du voyageur turc Evliya Çelebi en 1661 ;
- un codex dans la Bibliothèque nationale de Grèce du diocèse de Kastoria en 1682 ;
- un codex de la diocèse de Sisani et Siatista, signé aux années 1696 et 1697 par Zosime, évêque d’Achride.

### DuXVIIIeauXIXesiècle

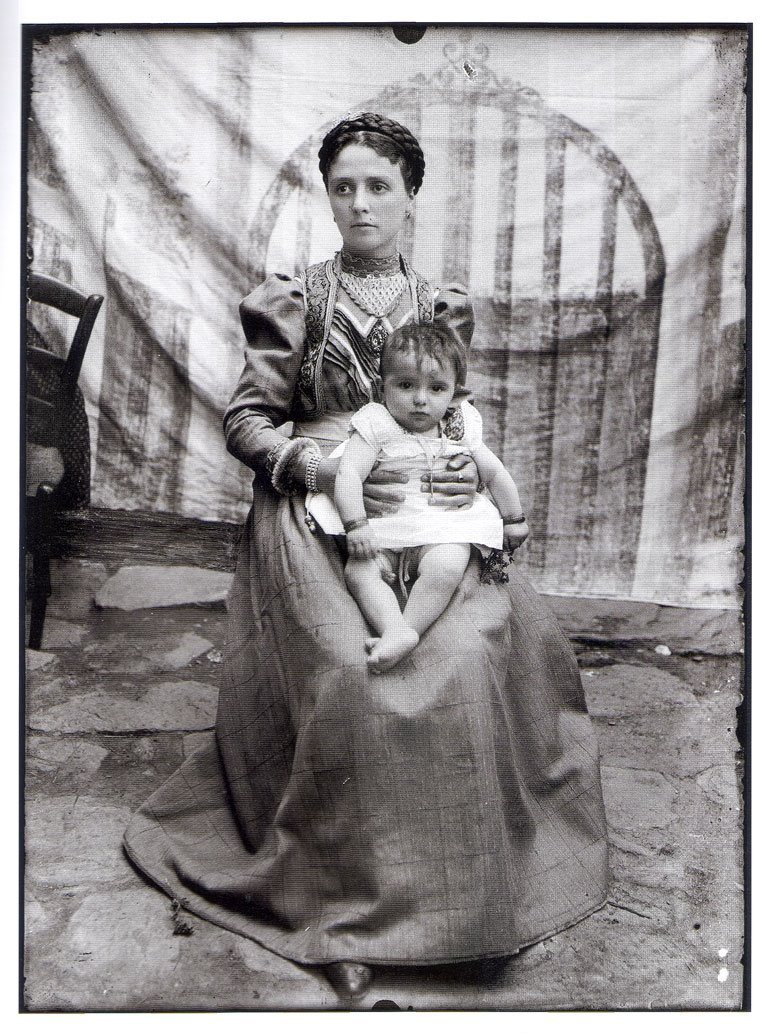
Une femme de Klisoura pendant la période de la révolte macédonienne de 1878. Photographie de Leonidas Papazoglou.

Pendant le XVIIIe et le XIXe siècle, Klisoura est l’une des plus florissantes localités valaques de la période ottomane en Macédoine-Occidentale. Ses habitants parlent aroumain, mais utilisent aussi le grec dans le commerce. Les évaluations de la population faites au XIXe siècle sont discordantes (7 000 habitants chrétiens orthodoxes, 6 400 habitants en 1870, pas plus de 3 500 habitants selon d'autres sources).

### La révolution grecque et la période moderne
Pendant la guerre d'indépendance grecque, des Klissouriens comme Yannis Anastasiou Simotas (Ιωάννης Αναστασίου Σιμώτας) participent aux combats qui se déroulent en Grèce ottomane et dans les principautés roumaines. En 1821, le monastère de Notre-Dame abrite le chef des rebelles, Zafirakis Theodosiou (Ζαφειράκης Θεοδοσίου) qui vient de Naoussa, ainsi que trois membres de la famille de Georges Ghica « Hadjimassiou » (Γεώργιος Γκίκα Χατζημάσιου) initiés en 1818 à la « Société des Amis ».
Vlachoklissoura participe à la révolte macédonienne de 1878 et en représailles, elle est pillée par les attaques des Albanais musulmans (Τσάμιδες) d’Ismail Aga, qui sont finalement repoussées le 5 septembre 1878 par les chefs valaques Ilie Condura fermecatou (le charmé: Ηλίας Κουντουράς Φαρμάκης) de Vlasta, Naum Jupânu (Naoum le « joupan » : Ναούμ Σπανός) de Chroupista et Nicolae Vlahu (Νικόλαος Βλάχος),.
Fondée en 1867, la nouvelle organisation « Société des Amis » (initialement Ethiki Epitropi, puis Filikí Etería) attire de nombreux Klisouriens. En 1886, une lettre d’Anastasios Tsirlis du village de Nevesca (aujourd’hui Nympheo) à Ioannis Argyropoulos, médecin de Klisoura, sur l’achat d’une cinquantaine d’armes, tomba aux mains des chaouches (gendarmes) ottomans, ce qui provoqua une vague d’arrestations de membres de l’organisation dans de nombreuses villes. De nombreux Klisouriens furent arrêtés et après deux ans de détention préventive, quinze Klisouriens et quarante Kastoriens et autres révolutionnaires des villages voisins furent jugés à Monastir (aujourd’hui Bitola) pour « appartenance à une organisation séditieuse ». La cour ottomane maintint une partie d’entre en prison mais en libéra d’autres,.
Pendant la Deuxième guerre balkanique, l'Armée grecque de Thessalie, avançant vers Koritsa, prit le défilé et la ville en mars 1913, à la suite de quoi Vlachoklissoura fut rattachée au royaume de Grèce.
En 1918, Klissoura est constituée pour la première fois en commune. En même temps, le proche monastère de la Nativité de Marie (grec moderne : Γενέθλιου της Θεοτόκου) est reconnu comme skite du grand monastère de Notre-Dame (grec moderne : Μονή Παναγίας), réuni à la commune en 1940. En 1941, la communauté appartient au nouveau nome de Kastoria. En 1942, sous l'occupation allemande, l’État grec transfère Klisoura au nome de Florina.
Massacre par les SS.  Le 5 avril 1944, Klisoura qui se trouve depuis 1941 en zone d'occupation allemande et dont la plupart des habitants ont pris le maquis avec leurs troupeaux, subit l’assaut des forces commandées par le SS Karl Schümers (en) qui assassinent en représailles environ 280 civils de tous âges de la ville. Schümers ne sera jamais jugé (il est tué le 16 août 1944 quand sa voiture heurte une mine à Arta, Nord-ouest de la Grèce) mais ce massacre figure en bonne place parmi les crimes de guerre nazis en Grèce, pour lesquels le président allemand Joachim Gauck a demandé pardon au nom de son pays en 2014.
En 1950, Klisoura est réintégrée dans le nome de Kastoria. Lors de la réforme administrative Kapodistrias en 1994, la commune devient un dème autonome de l’arrondissement du Monastère de la Notre-Dame. Avec le plan de réforme administrative Kallikratis en 2011, le dème devient un district municipal du dème élargi de Kastoria.

## Essor et culture

### L’activité
Les habitants de Klisoura sont majoritairement aroumains et l’appellent Clisúra. L’économie s’appuyait initialement sur l’élevage, l’agriculture, le commerce, l’artisanat de la fourrure et de la laine. Beaucoup de « Clissouriens » (clisureni) étaient transporteurs, charretiers, muletiers, et plus tard chauffeurs routiers. La ville profite de sa position géographique entre la Macédoine et l’Épire. Le développement du commerce, les banques et les institutions, l’architecture élégante des maisons, des églises, des bâtiments publics, et surtout les manoirs à deux ou trois étages des résidents (archontiko) reflètent l’aisance de la communauté valaque.
L’activité commerciale et intellectuelle a attiré de nombreuses personnes de Macédoine, de Thessalie et d’Épire. Klisoura entretenait des liens étroits avec d’autres villes valaques comme Moschopolis, Gramostea, Siátista, Furca, Simixa, Αvdela, Samarina, Nevesca, Vlasta, Namata et autres. La population de Klisoura était sous le recensement ottoman de 1870 à 6 400 habitants, ce qui en fait la deuxième plus grande ville dans le caza de Kastoria. Beaucoup plus tard, en 1911, les voyageurs Alan Wace (archéologue) et Maurice Thomson (explorateur), visitent la région et décrivent les maisons de la ville:

« Dans les bonnes maisons, à la fois à Klisoura et à Neveska, on peut voir une curieuse méthode de décoration locale : le haut des murs est orné d’une frise de dieux et de déesses grecs peints en bleu. »

### Les écrivains et les chercheurs
Selon Tsaras, la première école publique est construite en 1700, suivie en 1775 per l’école de garçons Αstiki Scholi (« École municipale »), et par l’Εlliniko Scholio (« École grecque ») qui étaient de niveau secondaire, puis par l’école mutuelle sous le nom de Mouseîon hellénique (Εllinomouseio) consacré aux arts. Un grand donateur de l’école était l’archimandrite Sophronios Bartzoulas, qui fournit 34 000 akçe. En 1866, l’Ellinomouseion brûla avec sa bibliothèque, qui comptait environ 2 000 volumes. Ces bâtiments ont été reconstruits et une école de filles a été fondée plus tard. Anastasios Pichion, figure de l’hellénisme macédoine, était enseignant depuis 1862 à Klisoura et travaillait en lien avec Ioannis Argyropoulos. Les écoles grecques reçoivent des dons par des sociétés des amis de l’éducation comme :
- la Filekpaideftikos Syllogos Klisouras - « I Omonoia » (« Club des amis de l’éducation de Klisoura - La concorde »), fondée en 1882 ;
- la Filekpaideftiki kai Filoptochos Adelfotita Klisourieon Konstantinopoleos - « O Prophitis Ilias » (« Fraternité des amis de l’éducation et des pauvres des Klissouriens Constantinopolites - Prophète Élie ») ;
- et la Filekpaideftiki Adelfotita (« Fraternité des amis de l’éducation »). Plus tard, fondée en 1918, la Filanthropikos Syllogos ton Apantachou Klisourieon - « O Agios Markos » (« Club philanthropique de tous les Klissouriens - Saint Marc »). Il fonctionnait aussi l’Ottomaniki Lesgi - « i Enosis » (« Club Οttoman - L’Union »).

Contribution des Klissouriens aux sciences : les frères Dimitrios et Petros Dãrvari furent des mécènes des scientifiques dans les principautés danubiennes où a famille aroumaine Dãrvari avait fait fortune et où des églises, des monastères et des localités portent leur nom.